# Attila Markó
Attila Gábor Markó (n. 27 septembrie 1968, Brașov) este un politician maghiar din România, deputat în Parlamentul României în mandatul 2012-2016 din partea UDMR Covasna.

## Condamnare penală
Pe 26 noiembrie 2014 Curtea de Apel Ploiești l-a condamnat definitiv pe Marko Atila la 3 ani de închisoare cu suspendare pentru abuz în serviciu. Infracțiunea a fost săvârșită în legătură cu retrocedarea Colegiului Secuiesc Mikó din Sfântu Gheorghe către Eparhia Reformată din Ardeal.
Marko Atilla a fost trimis în judecată de DNA pe 9 aprilie 2015 pentru săvârșirea infracțiunii de abuz în serviciu. În acest dosar a fost trimis în judeată și fostul șef al ANI Horia Georgescu. Pe 8 octombrie 2019, Înalta Curte de Casație și Justiție l-a achitat definitiv în acest dosar.
Pe 25 august 2015 DNA l-a trimis în judecată pe Marko Attila într-un nou dosar fiind acuzat de infracțiunea de abuz în serviciu. În acest dosar a fost trimis în judeată și fostul deputat Theodor Nicolescu. 
Pe 22 iulie 2016 Marko Attila a fost trimis in judecata pentru abuz în serviciu alături de Cătălin Teodorescu și Crinuța Dumitrean. Pe 21 iulie 2022 Înalta Curte de Casație și Justiție l-a achitat definitiv pe Marko Attila în acest dosar.  Pe 27 aprilie 2023 Înalta Curte de Casație și Justiție l-a achitat definitiv pe Marko Attila în acest dosar.